# Anastasi de Tui
Anastasi va ser un religiós hispanovisigot, bisbe de Tui aproximadament entre els anys 628 i 643.
És el primer documentat des de Garding el 589. El seu nom apareix entre els 66 bisbes assistents al IV Concili de Toledo del 633, i apareix a les actes subscrivint amb la fórmula Anastasius Tudensis Eclesiae Eps. subs. en el lloc 51 de la llista, que significa que havia sigut nomenat recentment. També va assistir al VI Concili de Toledo, el 638, i aquesta vegada apareix en el lloc 36 de 48 bisbes. Va viure probablement fins a l'any 643, perquè el seu successor és dels darrers en la llista de les actes conciliars del 646.
Alguns cronicons antics van atribuir a l'episcopat d'Anastasi falsedats referents a santa Fara, la qual traslladen del seu monestir original situat a Borgonya, a un monestir de la diòcesi de Tui, i altres localitzacions les trasllada també a la península Ibèrica.